# Silnice II/374
Silnice II/374 je silnice II. třídy v Česku o délce 38 km, spojující Jevíčko v Pardubickém kraji a Blansko v Jihomoravském kraji.
Do roku 2023 byl součástí silnice II/374 také nenavazující úsek Adamov–Brno. S ním měla silnice celkovou délku 56 km. V polovině roku 2023 došlo k těmto změnám: 
- úsek Adamov – Bílovice nad Svitavou degradován na prodloužení silnice III/37445[1]
- úsek km 46,457–53,095 (Bílovice nad Svitavou – Brno) byl připojen k silnici II/383[2]
- úsek km 53,095–56,372 (ulice Černovická v Brně mezi silnicí I/42 a silnicí I/41) byl připojen k silnici II/641[2]
- v km 53,478 odbočující větev v k. ú. Černovice byla připojena k silnici II/430. Původně šlo o větev křižovatky silnic II/430 a II/374, jsou však na ni napojeny okolní areály.[2]

## Vedení silnice

### Pardubický kraj

#### okres Svitavy
- Jevíčko, vyústění z II/372

### Jihomoravský kraj

#### okres Blansko
- Uhřice
- Cetkovice
- Světlá
- Šebetov
- Knínice
- Vážany
- Boskovice, křížení s II/150
- Lhota Rapotina
- Doubravice nad Svitavou
- Rájec-Jestřebí, křížení a krátká peáž s II/377
- Ráječko (obchvat)
- Blansko, zaústění na II/379

## Bývalé vedení silnice
Do června 2023 patřil k silnici II/374 též úsek Adamov–Brno, který byl přečíslován a zčásti překategorizován. V přerušení mezi Blanskem a Adamovem byly úseky silnice II/374 dopravně propojeny pouze po jiných silnicích přes Olomučany. V minulosti bylo zamýšleno propojit nenavazující úseky skrz údolí řeky Svitavy a napojit je u Svaté Kateřiny na silnici II/379. Plán byl zakotven v územním plánu vyššího územního celku CHKO Moravský kras a také územního plánu města Adamova. Později však v nadřazené dokumentaci tento plán již podporován nebyl a k jeho realizaci nikdy nedošlo.